# Bleed the Sky

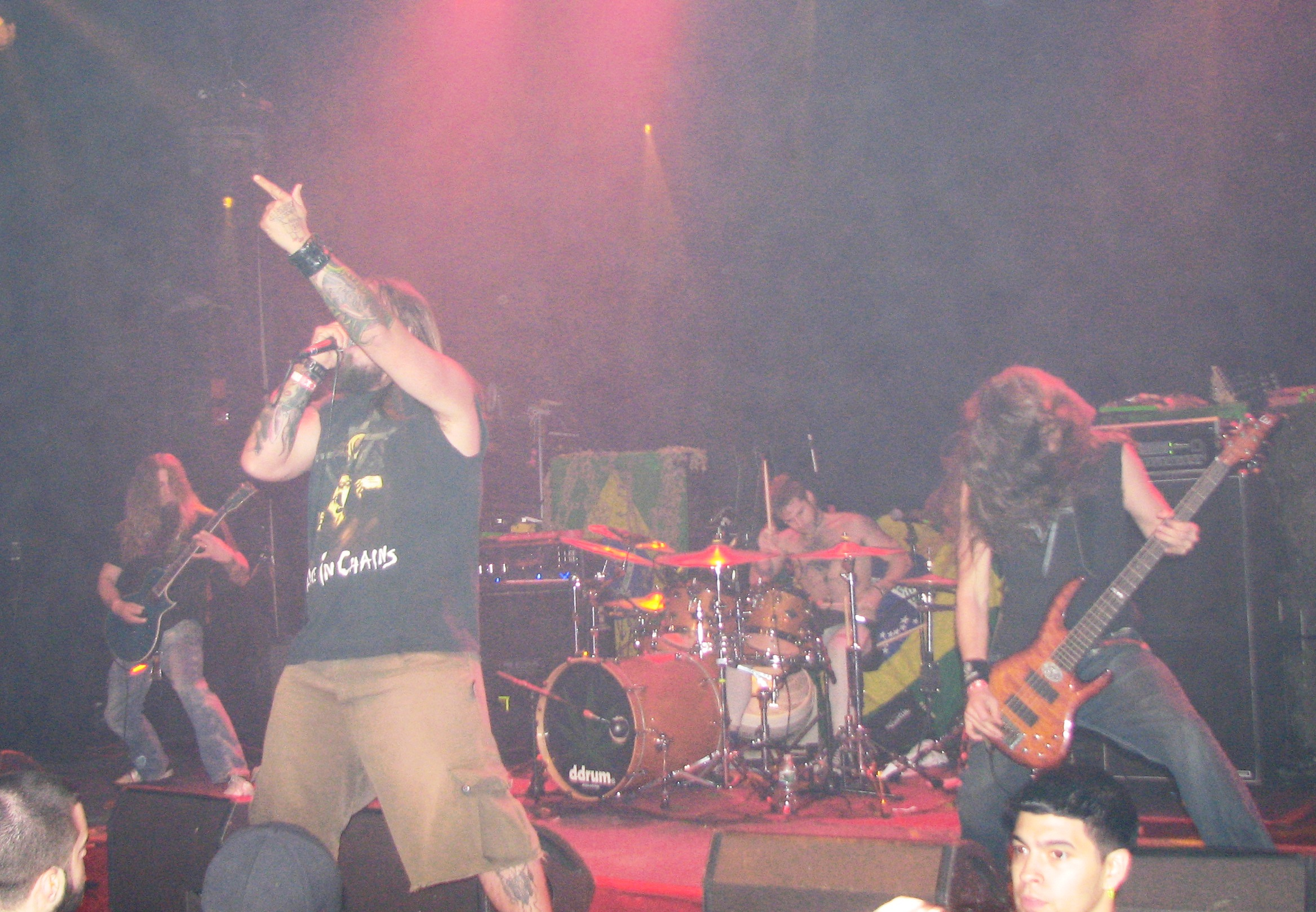
Bleed the Sky in 2008

Bleed the Sky is een metalband uit Orange County in Californië opgericht in januari 2003. De band is ondergebracht bij Nuclear Blast Records en speelt een combinatie van metalcore en nu metal.

## Leden
- Noah Robinson - Zang
- David Culbert - Gitaar
- Rob Thornton - Gitaar
- Ryan Clark - Bas
- Austin D'Amond - Drums, achtergrondzang

## Discografie
- Paradigm in Entropy, 19 april 2005
- Murder the Dance, 13 juni 2008